# (3318) Blixen
(3318) Blixen es un asteroide perteneciente al cinturón de asteroides, descubierto el 23 de abril de 1985 por Karl Augustesen, y el astrónomo Poul Jensen desde el Observatorio Brorfelde, Holbæk, Dinamarca.

## Designación y nombre
Designado provisionalmente como 1985 HB. Fue nombrado Blixen en honor a la escritora danesa Karen Blixen.